# Giuseppe Perovani

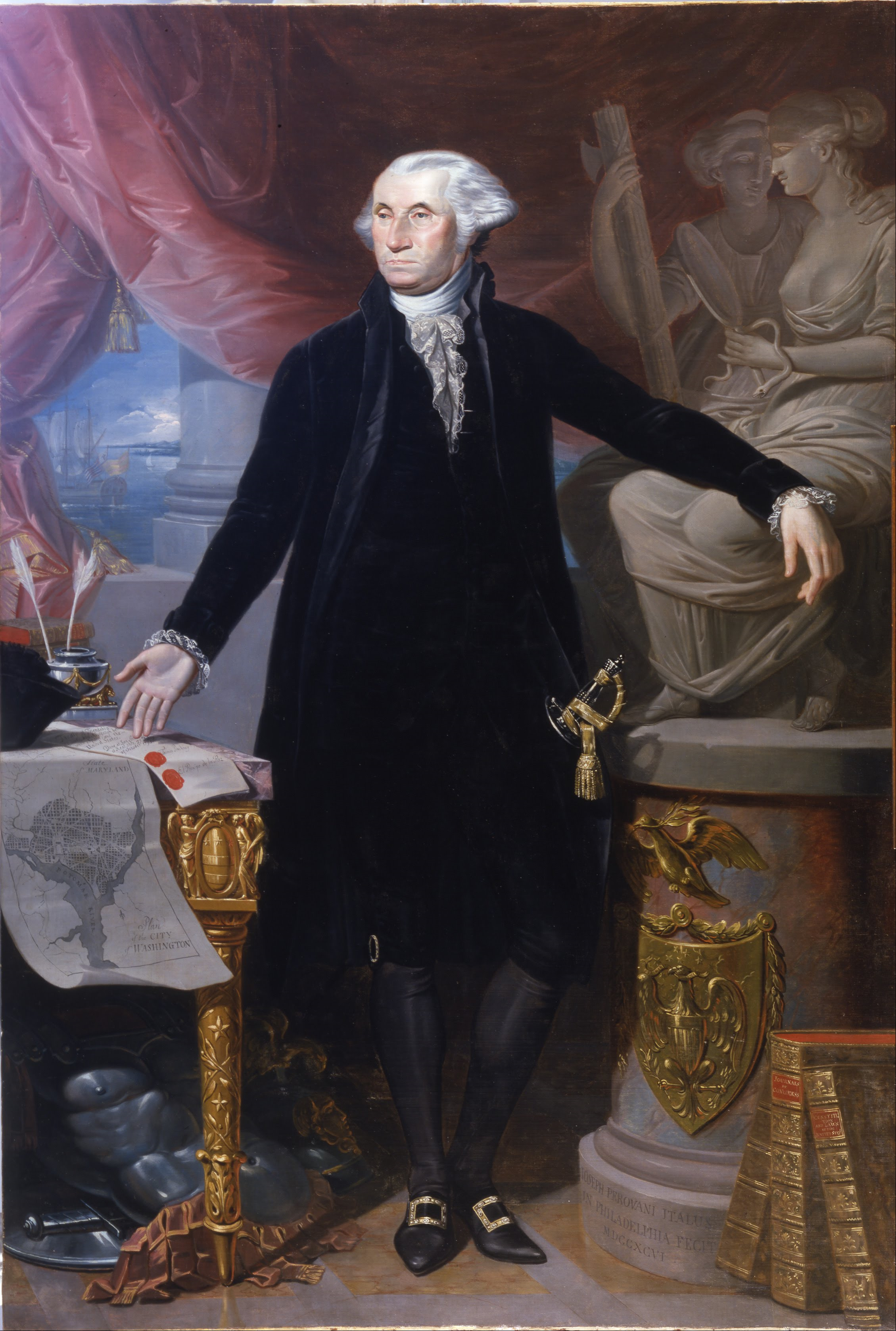
Ritratto di George Washington (1796, museo della R.A.B.A.S.F., Madrid)

Giuseppe Perovani (Brescia, 1765 – Messico, 1835) è stato un pittore italiano, esponente del neoclassicismo accademico. Svolse prevalentemente la sua opera nelle Americhe. È l'autore del celebrato Ritratto in piedi di George Washington..

## Biografia
Giuseppe Perovani, alias José Perovani, nacque a Brescia nel 1765, si formò nell'ambito del neoclassicismo accademico. Della sua formazione e della sua attività in patria tacciono le fonti nonostante avesse già acquisito una buona preparazione prima di tentare la fortuna nelle Americhe.

## Stati Uniti d'America

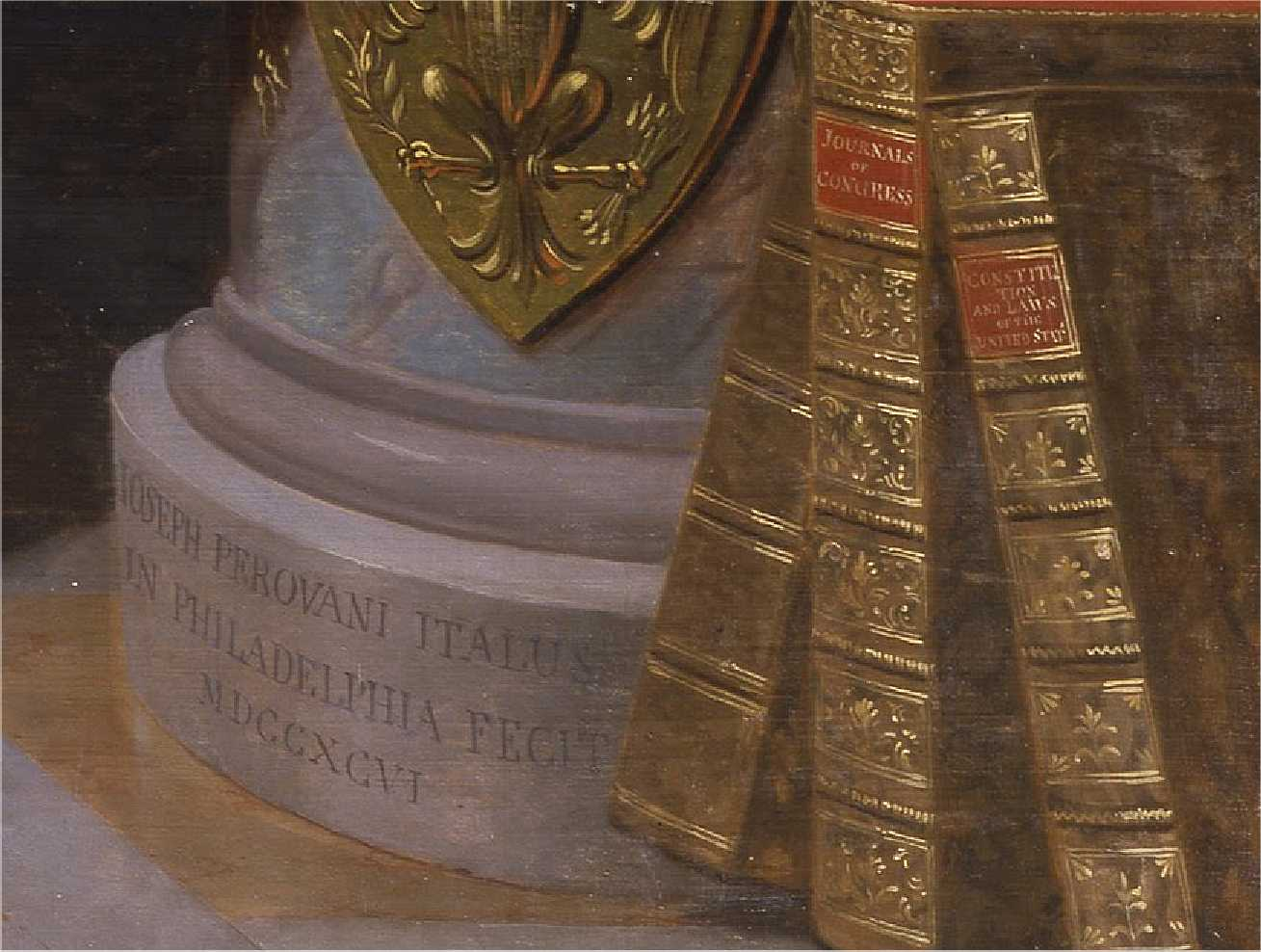
Data, luogo e autore del dipinto

Nel 1795 arrivò a Filadelfia, città in pieno fermento edilizio e culturale, con Giacinto Cocchi, architetto, pittore, scultore, con cui aprì uno studio. Insieme affrontarono un periodo di intenso lavoro, durante il quale il Perovani si fece apprezzare come ritrattista, paesaggista, decoratore sia con la tecnica ad olio che ad affresco, mentre il Cocchi realizzava lavori nei teatri, negli enti pubblici, negli ornamenti.
Nel 1796 Giuseppe Perovani dipinse il ritratto in piedi di George Washington che fu la sua opera più rappresentativa negli Stati Uniti, tanto da farlo riconoscere dalla moderna critica come l'iniziatore in America del filone pittorico di impronta neoclassica. Il ritratto in piedi di George Washington gli fu commissionato dal ministro Josef de Jaudenes y Nebot, dell'ambasciata spagnola di Filadelfia che lo rivendette a Manuel Godoy (1767-1851). Il dipinto oggi si trova nell'Accademia di San Fernando a Madrid, infatti anni dopo lo stesso Josef de Jaudenes, riacquistò l'opera da Godoy e la portò a Madrid per esporla nelle sale dell'Accademia di San Fernando.
Perovani suscitò l'ammirazione della scettica critica americana dell'epoca con le sue decorazioni del salone di rappresentanza dell'ambasciata spagnola a Filadelfia e addirittura l'entusiasmo popolare di quella città organizzando una mostra di statue aventi per soggetto Minerva in adorazione del busto di George Washington.
Sull'onda di questo successo ottenne l'incarico di eseguire le scene per l'anfiteatro di New York, raccogliendo ancora una volta consensi. Il sodalizio con Giacinto Cocchi ebbe termine questo stesso anno. Giacinto Cocchi, in un anno imprecisato dopo il 1796, tornò in Europa dove a Palma di Maiorca è documentata la sua presenza dal 1802 al 1806, periodo in cui progettò i cimiteri dell'isola per ordine del cardinale Antonio Despuig y Dameto.

## Cuba
Nel 1802, dopo cinque anni di intensi successi in Nord America, troviamo Perovani a Cuba dove arriva su invito del potente vescovo Espada
che gli affida la decorazione della Cattedrale dell'Avana dove dipinge ad affresco la triade La consegna delle chiavi, L'ultima Cena e L'Ascensione. 
Per il vescovo Espada, il pittore-scultore Giuseppe Perovani dipinse il Giudizio Universale nella cappella del cimitero Espada appena costruito dove realizza anche Il Tempo e l'Eternità e a lato La religione e la Medicina; il cimitero fu inaugurato il 2 febbraio 1806. Ritrasse i membri delle famiglie più facoltose de L'Avana. Altre sue opere si trovano nell'Ospedale di Paula, nella chiesa dello Spirito Santo e nella cappella di Santa Teresa a L'Avana.

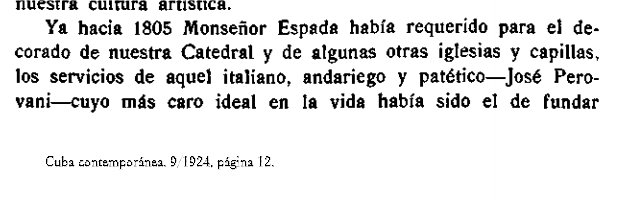

Perovani fu il primo ad avvertire l'esigenza di aprire un'Accademia di Belle Arti a Cuba. Non trovando ascolto presso le autorità aprì a sue spese un laboratorio-scuola di disegno che in pratica precorse la costituzione nel 1818 della Accademia di San Alessandro dell'Avana il cui organizzatore fu il più giovane pittore francese Jean Baptiste Vermay de Baumè (1786-1833).

## Famiglia a Cuba
A Cuba Giuseppe Perovani sposò Juana Gordon Balduari che aveva aperto una scuola di lingue.
Dal matrimonio nacque il 30 dicembre 1802 Josè Eduardo Perovani Gordon, battezzato nella Cattedrale dell'Avana il 16 gennaio 1803. Da Josè Eduardo discenderanno i Perovani di Cuba.

Tra il 1824 e il 1827 nacque la figlia Elvira che vide la luce a Guamutas nella provincia di Matanzas e morì il 28.8.1881.

## Messico
Nel 1818 circa, preso atto che la sua esperienza a Cuba era finita, Giuseppe Perovani emigrò in Messico dove la sua attività principale di ritrattista itinerante non è stata documentata e dove nel 1835 la morte lo colse, vittima del colera, da tutti dimenticato.
Solo di recente la critica, soprattutto americana, lo sta rivalutando.

## Opere
- George Washington ritratto in piedi, olio su tela - 1796
- Salone di rappresentanza dell'ambasciata spagnola a Filadelfia, decorazioni - 1796
- Anfiteatro di New York, decorazioni
- a L'Avana dal 1802 al 1818
- "La consegna delle chiavi"
- "L'ultima Cena"
- "L'Ascensione"
- "Giudizio Universale"
- "Il Tempo e l'Eternità"
- "La religione e la Medicina"
- Ospedale di Paula
- Chiesa dello Spirito Santo
- Cappella di Santa Teresa